# روندون (بویاکا)
روندون (انگلیسی: Rondón, Boyacá) نام یک منطقه مسکونی در کلمبیا است.